# Froesia
Froesia es un género plantas fanerógamas perteneciente a la familia Ochnaceae.   Comprende 5 especies descritas y  aceptadas.

## Taxonomía
El género fue descrito por João Murça Pires y publicado en Boletim Técnico do Instituto Agronômico de Norte 15: 22, f. 1948.   La especie tipo es:  Froesia tricarpa Pires 

## Especies aceptadas
A continuación se brinda un listado de las especies del género Froesia  aceptadas hasta mayo de 2014, ordenadas alfabéticamente. Para cada una se indica el nombre binomial seguido del autor, abreviado según las convenciones y usos: 
- Froesia crassiflora Pires & Fróes
- Froesia diffusa
- Froesia gereauana
- Froesia tricarpa Pires
- Froesia venezuelensis Steyerm. & Bunting